# Koroczka (obwód kurski)
Koroczka (ros. Корочка) – wieś (ros. деревня, trb. dieriewnia) w zachodniej Rosji, centrum administracyjne sielsowietu koroczańskiego rejonu biełowskiego w obwodzie kurskim.

## Geografia
Wieś położona jest nad rzeką Koroczka (dopływ Psioła), 4 km od centrum administracyjnego Biełaja i 79 km od Kurska.
W granicach miejscowości znajdują się 173 posesje.

## Demografia
W 2010 r. miejscowość zamieszkiwało 365 osób.

## Zabytki
- Dwór Szagarowa (XIX wiek)[2]